# Betjewargi, Aland
Betjewargi là một làng thuộc tehsil Aland, huyện Gulbarga, bang Karnataka, Ấn Độ.